# Cosmoscarta abdominalis
Cosmoscarta abdominalis är en insektsart som först beskrevs av Donovan 1798.  Cosmoscarta abdominalis ingår i släktet Cosmoscarta och familjen spottstritar. Inga underarter finns listade i Catalogue of Life.